# Pegleromyces
Pegleromyces là một chi nấm thuộc họ Tricholomataceae. Đây là chi đơn loài, chứa một loài Pegleromyces collybioides, được tìm thấy ở Brazil và được mô tả lần đầu bởi nhà nấm học Rolf Singer năm 1981.